# سیارک ۲۴۳۱۶
سیارک ۲۴۳۱۶ (به انگلیسی: 24316 Anncooper، نامگذاری:2000AQ11) بیست و چهار هزار و سیصد و شانزدهمین سیارک کشف شده‌است که در ۳ ژانویه ۲۰۰۰ کشف شد.
قدر مطلق سیارک برابر ۱۱.۲ است.